# 7月1日
7月1日是阳历年的第182天（闰年是183天），离一年的结束还有183天。

## 大事记

### 19世紀以前
- 6年：汉朝皇太后诏王莽朝见太后，称王莽为“假皇帝”。
- 748年：唐玄宗赐安禄山铁券。
- 1117年：金太祖诏令百姓自收宁江州后有同姓结婚的人，一律杖打逐出。
- 1251年：蒙哥成为蒙古帝国大汗。
- 1543年：英格兰和苏格兰签订格林威治条约（日语：Treaty of Greenwich）。
- 1569年：盧布林聯合，波蘭立陶宛聯邦誕生。
- 1650年：《莱比锡日报（德语：Einkommende Zeitungen）》在德国莱比锡创刊，这是世界上最早的日报。
- 1688年：噶尔丹大举东犯喀尔喀。
- 1690年：法国军队在弗勒吕斯战役中击溃奥格斯堡同盟联军，迫使其撤退至布鲁塞尔。
- 1703年：清廷拘禁索额图。

### 19世紀
- 1810年：荷兰国王路德維克一世在拿破仑的压力下退位。
- 1823年：危地马拉、萨尔瓦多、尼加拉瓜、洪都拉斯和哥斯达黎加合组中美洲聯合省，发布独立宣言。
- 1863年：美國賓夕法尼亞州蓋茨堡地區爆發蓋茨堡之役，為南北戰爭中最血腥的一場戰鬥。
- 1863年：苏里南宣布废除奴隶制。
- 1864年：上海《北华捷报》改名为《字林报》。
- 1867年：加拿大省、新斯科细亚省、新布蓝兹维省基于《英属北美法令》组成加拿大联邦。
- 1873年：愛德華王子島加入加拿大邦聯。
- 1879年：大清帝國发生8级地震，震中位于今天甘肃省南部的武都区，接近四川省。此次地震造成巨大破坏，导致大约22000人死亡。
- 1898年：英国与清政府签订中英《订租威海卫专条》。
- 1900年：清军、义和团与八国联军在天津激战。

### 20世紀
- 1904年：第三屆夏季奧林匹克運動會於美國圣路易斯舉行。
- 1908年：清政府改户部银行为大清银行。
- 1911年：孙洪伊等在北京组织成立宪友会，鼓吹君主立宪。
- 1911年：德意志帝国派出豹号炮舰至摩洛哥港口阿加迪尔以宣示其利益，引发与英国、法国的外交冲突。
- 1913年：中国清华学校第一届毕业生行毕业礼。
- 1916年：英国和法国联军在索姆河区域发动进攻，开战首日便成为英国陆军史上最血腥的一天。
- 1916年：美国新泽西州沿岸地区接连发生大白鲨伤人事件，至7月15日共计造成4人遇害，1人死亡。
- 1916年：威廉·愛德華·波音創建波音公司。
- 1917年：张勋拥溥仪复辟。
- 1919年：李大钊、王光祈、曾琦在北京成立少年中国学会，并创办《少年中国》月刊。
- 1919年：墨索里尼发表法西斯宣言。
- 1921年：中国第一部长故事片《阎瑞生》在上海上映。
- 1923年：中国共产党的机关刊物《前锋》月刊在上海创刊。
- 1925年：广东国民政府成立。
- 1928年：上海外滩公园正式向中国人开放。
- 1928年：蒋介石邀请冯玉祥、阎锡山、李宗仁等在北平汤山开会，商讨军事善后问题。
- 1931年：國民革命軍发动第三次剿共。
- 1932年：三联书店成員“生活书店”在上海创立。
- 1933年：吉鸿昌率同盟军收复多伦。
- 1935年：《何梅协定》正式签订。
- 1935年：首屆格蘭特公園音樂節在芝加哥格蘭特公園舉行。
- 1940年：意大利皇家空軍開始轟炸英属巴勒斯坦。
- 1941年：德國和意大利及其欧洲軸心國宣布承認汪精衛國民政府為唯一合法中國政府。
- 1941年：汪精卫政府清乡委员会开始推行“清乡运动”。当年，中国共产党正式确立每年的7月1日为中国共产党诞生纪念日。
- 1944年：决定战后经济体系的布雷顿森林会议举行。
- 1945年：蘇美英法军队进入德国的佔領區。
- 1946年：砂拉越王國末代拉惹溫納·布洛克宣佈放棄頭銜，正式將砂拉越割讓與聯合王國直轄統治，砂拉越直轄殖民地宣告成立。
- 1946年：十字路口行動：美国在太平洋比基尼岛进行核试验。
- 1947年：中共东北民主联军历时50天的夏季攻势结束。
- 1952年：成渝铁路建成通车。
- 1953年：中国巨型露天煤矿“阜新海州矿”正式投产。
- 1954年：日本自卫队正式组建。
- 1955年：兰新铁路黄河大桥正式通车。
- 1955年：北京市创办的第一所工读学校开学。
- 1958年：《红旗》雜誌首次提出“人民公社”的名称。
- 1960年：索马里共和国正式宣布独立。
- 1960年：加纳共和国宣告独立，首任總統為克瓦米·恩克魯瑪。
- 1961年：中華民國中央銀行在台復業。
- 1961年：中国革命博物馆正式开馆。
- 1962年：阿爾及利亞、蒲隆地共和國、盧安達共和國宣告獨立。
- 1965年：北京地铁一期工程动工
- 1966年：法国退出北大西洋公约组织一体化军事机构。
- 1967年：欧洲经济共同体、欧洲煤钢共同体和欧洲原子能共同体三个组织机构合并为欧洲共同体。
- 1967年：中華民國台北市升格成為直轄市。
- 1968年：防止核武器扩散条约签订。
- 1969年：英國查理斯王子獲女皇伊利沙伯二世冊封為王儲。
- 1969年：臺灣中山科学研究院成立。
- 1970年：成昆铁路建成并正式通车。
- 1972年：國光計畫辦公室正式裁撤，中華民國政府由總統蔣中正主導下正式放棄以軍事武力方式反攻大陸。
- 1974年：馬來西亞最大執政黨聯盟國民陣線繼承前身聯盟后並于當日正式註冊。
- 1975年：中華人民共和国与泰国建交。
- 1979年：新力公司正式推出隨身聽。
- 1979年：中華民國高雄市升格成為直轄市。
- 1979年：臺灣縱貫鐵路電氣化完工通車。
- 1980年：中国实行“邮政编码”制度。
- 1980年：中国国务院通过《关于推动经济联合的暂行规定》。
- 1980年：中国重庆长江大桥竣工通车。
- 1980年：《哦！加拿大》正式成為加拿大的國歌。
- 1981年：中国短波授时系统BPM标准时间、标准频率发播台在中国科学院陕西天文台建成。
- 1982年：中華人民共和国第三次人口普查，这是世界历史上一次规模最大的人口普查。
- 1982年：中華民國嘉義市與新竹市恢復升格為省轄市。
- 1983年：《邓小平文选》出版。
- 1990年：《联邦德国和民主德国建立货币、经济和社会联盟的国家条约》正式生效。兩德貨幣得到統一。
- 1991年：华沙公约组织成员国在捷克斯洛伐克首都布拉格签署议定书，正式宣告组织解散。
- 1991年：長榮航空首航。
- 1993年：柬埔寨臨時民族政府成立，拉那烈、洪森任聯合政府主席。
- 1994年：中華民國成立行政院消費者保護委員會，為研擬及審議消費者保護基本政策與監督其實施之機關。
- 1996年：世界上第一部允许自愿安乐死的法律在澳大利亚北領地生效。
- 1997年：中華民國國防部由總統李登輝主導下正式實施精實案，中華民國國軍總兵力計畫由60萬人開始裁減至38萬人，且以中華民國陸軍與中華民國海軍陸戰隊影響最大。
- 1997年：英國政府將英屬香港移交給中國，董建華擔任香港行政長官。
- 1998年：財團法人公共電視文化事業基金會正式成立，台灣公共電視開播[1]。
- 1998年：Animax開始播放。
- 1998年：經典災難電影《世界末日》上映。
- 1999年：英國女王伊莉莎白二世正式為蘇格蘭議會揭幕，同一天，在愛丁堡的蘇格蘭行政院取代了在倫敦的蘇格蘭辦公室。

### 21世紀
- 2001年：中共中央總書記江澤民在中國共產黨成立八十周年大會上提出「三個代表」重要思想。
- 2002年：烏伯林根空難：俄羅斯巴什克利安航空2937號班機與DHL快遞公司611號班機在德國南部的烏伯林根上空相撞，共造成71人罹難。
- 2003年：50万人在香港參与由民间人权阵线举行的七一大遊行（七一遊行在1997年起每年舉行，但早期並不受注目），主題是反對「二十三條」立法。這一年後每年香港七一遊行都獲得市民和媒體的廣泛關注，成為了香港的一項年度恆常活動，直至2021年，因港區國安法實施而停止七一大遊行。數月後，民間人權陣線也因而解散。
- 2003年：臺灣客家電視台開播，是全球第一個完全以客家話發音的電視頻道[2]，也是臺灣唯一包括直播新聞與節目都上字幕的頻道。
- 2004年：卡西尼-惠更斯号进入环绕土星轨道。
- 2004年：河南实施《河南省监狱提请老病残罪犯减刑假释实施办法（试行）》和《河南省监狱老病残罪犯认定标准》，这是中国大陆首次对老病残罪犯进行减刑和假释。
- 2004年：民间人权阵线如常再次在香港举行七一大游行，要求加快民主化以及特首普選。
- 2004年：《中华人民共和国行政许可法》正式实施，中国大陆在行政许可方面出现了重要改变，许多行政许可项目被取消。
- 2005年：臺灣原住民電視台開播，是亞洲唯一的原住民專營電視頻道。
- 2006年：青藏鐵路第二期順利通車，首班列車分別從格爾木和拉薩開出。
- 2006年：臺灣公視、華視共同成立臺灣公共廣播電視集團，成為台灣與亞洲第一個公共媒體事業群集團。
- 2007年：為慶祝香港主權移交十周年而在香港維多利亞港舉行的「幻彩詠香江」暨煙花匯演，共計43棟樓參與盛會，破金氏世界紀錄。
- 2007年：深圳灣口岸連同深港西部通道一同啟用。
- 2007年：中央人民政府送給香港的一對大熊貓「樂樂」與「盈盈」正式於海洋公園亮相。
- 2008年：北京青年杨佳因不满警方无故截查，持汽油瓶和刀具闯入上海市公安局闸北分局，导致六名警员死亡、四名警员和一名保安人员受伤，最终被判死刑。
- 2012年：根据国际地球自转服务的决定，协调世界时7月1日零点前全球同步进行了闰秒调整。
- 2015年：顏曉芳成為新加坡陸海空三軍首位女性將領，獲授空軍准將階級[3]。
- 2016年：台灣發生雄風三型反艦飛彈誤射事件。
- 2017年：香港特別行政區成立二十周年紀念，林鄭月娥宣誓就任行政長官，是香港首位女性政府首長。
- 2018年：臺灣省政府將走入歷史，相關業務及人員將移交中華民國國家發展委員會接續辦理。
- 2019年：香港立法會被反修例運動示威者闖入破壞。
- 2020年：香港舉行遊行活動，反對全國人大常委會通過實施《港區國安法》。
- 2021年：庆祝中国共产党成立100周年大会在中国北京天安门广场举行，中共中央总书记习近平宣布中国已实现“全面建成小康社会”的第一个一百年目标。
- 2021年：香港铜锣湾发生警方遇刺案件，涉事50岁男子梁建辉持刀刺伤一名警员后自杀身亡。
- 2022年：香港特別行政區成立二十五周年紀念，李家超宣誓就任行政長官，是香港首位紀律部隊出身的政府首長。
- 2023年：香港新巴結束營運，與城巴合併。

## 出生
- 1311年：劉伯溫，中國元末明初軍事家、政治家、詩人。（1375年逝世）
- 1481年：克里斯蒂安二世，丹麥國王。（1559年逝世）
- 1506年：拉約什二世，匈牙利國王、波西米亞國王。（1526年逝世）
- 1534年：弗雷德里克二世，丹麦、挪威國王。（1588年逝世）
- 1551年：順懷世子李暊，朝鮮國王世子。（1563年逝世）
- 1646年：戈特弗里德·莱布尼茨，德國哲学家、数学家。（1716年逝世）
- 1725年：羅尚博伯爵，法國元帥。（1807年逝世）
- 1750年：和珅，中国政治家、詩人、富商。（1799年逝世）
- 1804年：喬治·桑，法國小說家、劇作家、文學評論家、報紙撰稿人。（1876年逝世）
- 1814年：約翰·厄爾利，愛爾蘭裔美國天主教神父、耶穌會士。（1873年逝世）
- 1818年：伊格納茲·塞麥爾維斯，匈牙利医学家、科学家。（1865年逝世）
- 1882年：西奧多·梅耶，德國數學家、物理學家。（1972年逝世）
- 1902年：威廉·惠勒，德裔美國電影導演。（1981年逝世）
- 1908年：雅詩·蘭黛，美國企业家，雅詩蘭黛創辦人。（2004年逝世）
- 1914年：艾哈邁德·哈桑·貝克爾，伊拉克政治人物，第4任伊拉克總統。（1982年逝世）
- 1915年：顾准，中國思想家。（1974年逝世）
- 1916年：奥丽维亚·德哈维兰，英國女演員。（2020年逝世）
- 1921年：瓦爾特·阿諾德·考夫曼，美國哲學家。（1980年逝世）
- 1925年：烏拉太也夫，中國民族政治家。（2007年逝世）
- 1926年：費南多·柯巴托，美國計算機科學家。（2019年逝世）
- 1926年：唐由之，中國中醫眼科學家。（2022年逝世）
- 1926年：卡爾·哈恩，德國企業家，前任大眾集團總裁。（2023年逝世）
- 1927年：錢德拉·謝卡爾，印度政治家。（2007年逝世）
- 1928年：約翰·W·皮利，美國行為心理學家。（2018年逝世）
- 1930年：貢薩洛·桑切斯·德洛薩達，玻利維亞政治家。
- 1932年：翁岳生，台灣政治人物。
- 1933年：托伊妮·珀于斯蒂，芬蘭女子越野滑雪運動員。（2024年逝世）
- 1934年：珍·馬許，英國女演員。（2025年逝世）
- 1935年：陳鼓應，台灣哲學學者。
- 1941年：陳松勇，臺灣男演員。（2021年逝世）
- 1941年：娜傑日達·奧特克，俄羅斯政治人物。
- 1946年：科喬·萊恩，迦納小說家、詩人。（2017年逝世）
- 1946年：佐藤正治，日本男性聲優。
- 1946年：米雷娅·莫斯科索，巴拿馬政治人物，第34任巴拿馬總統。
- 1951年：彭添富，臺灣政治人物。（2024年逝世）
- 1952年：丹·艾克洛德，加拿大裔美國男演員、製片人、音樂家。
- 1953年：亞德蘭卡·科索爾，克羅埃西亞政治人物、記者，第9任克羅埃西亞總理。
- 1954年：阿布·马赫迪·穆罕迪斯，伊拉克政治家、軍事人物。（2020年逝世）
- 1954年：韓馬利，香港女藝人。
- 1955年：楊念生，中國男藝人。
- 1955年：明石家秋刀魚，日本演員、主持人。
- 1956年：黃文擇，台灣偶戲師。（2022年逝世）
- 1956年：黃文耀，台灣偶戲師，天宇布袋戲創辦人。（2022年逝世）
- 1956年：陳美鳳，台灣演員。
- 1957年：張慶瑞，台灣物理學家。
- 1957年：潘長江，中國男演員。
- 1958年：岡田斗司夫，日本社會評論家。
- 1959年：樂易玲，香港媒体人。
- 1960年：石井康嗣，日本男性聲優。
- 1961年：威爾斯王妃黛安娜，英國王儲威爾斯親王查爾斯之第一任妻子。（1997年逝世）
- 1961年：卡尔·刘易斯，美國短跑運動員。
- 1962年：安德魯·布瑞格，美國男演員。（2023年逝世）
- 1964年：林超賢，香港電影製作人、電影導演。
- 1967年：單承矩，台灣男演員。
- 1967年：帕米拉·安德森，加拿大模特、演員。
- 1967年：鐘琴，新加坡女藝人。
- 1972年：邢佳棟，中國男演員。
- 1972年：稻田徹，日本男性聲優。
- 1974年：洪天明，香港武打演員。
- 1974年：永邦，新加坡男歌手。
- 1974年：明格爾·薩普什尼克，英國導演、製片人、故事板藝術家。
- 1974年：赫費爾松·佩雷斯，厄瓜多男子田徑運動員。
- 1976年：側田，香港創作歌手。
- 1976年：喬恩·巴斯，英國職業足球運動員。
- 1976年：路德·范尼斯特鲁伊，荷蘭職業足球運動員。
- 1976年：派屈克·克魯伊維特，荷蘭職業足球運動員。
- 1977年：高政華，台灣棒球選手。
- 1977年：郭金，中國女演員。
- 1977年：麗芙·泰勒，美國女演員。
- 1977年：傑西卡·梅爾，美國、瑞典太空人、海洋生物學家、生理學家。
- 1980年：陳信安，台灣篮球運動員。
- 1980年：高志溶，韓國男子偶像團體水晶男孩前成員。
- 1982年：賀剛，中國男演員。
- 1982年：林士平，日本漫畫編輯。
- 1983年：葉丁仁，台灣棒球選手。
- 1983年：楊家成，台灣美聯英語名師、明星導師。
- 1983年：利特，韓國男子偶像團體Super Junior隊長。
- 1983年：瑪麗特·拉森，挪威女歌手。
- 1983年：谢拉·卡斯特罗，巴西女子排球運動員。
- 1985年：櫻井紀雄，日本女性漫畫家。
- 1985年：蕾雅·瑟杜，法國女演員。
- 1986年：楊詩曼，華裔印尼女歌手。
- 1986年：岩崎諒太，日本男性聲優。
- 1987年：林宥嘉，台灣男歌手。
- 1987年：吳欣岱，台灣基進籍政治人物、血管外科醫師。
- 1988年：黃得生，香港男演員。
- 1988年：水野索諾亞，英國女演员。
- 1989年：安宰賢，韓國模特兒。
- 1989年：丹尼爾·里奇亞多，澳洲一級方程式賽車車手。
- 1990年：張君明，台灣女演員。
- 1990年：何慈茵，香港女演員。
- 1992年：米亞·瑪爾科娃，美國色情演員。
- 1993年：前田誠二，日本男性聲優、歌手、舞台演員。
- 1993年：神山智洋，日本男子偶像團體Johnny's WEST成員。
- 1995年：泰容，韓國男子偶像團體NCT成員。
- 1997年：新田日和，日本女性聲優。
- 1998年：克蘿伊·貝莉，美國女歌手、詞曲作家、演員、唱片製作人。
- 1999年：林妙可，中國童星。
- 2000年：杉浦栞，日本女性聲優。
- 2003年：佩頓尚未，日本女性聲優、歌手、偶像。
- 2003年：泰特·麥可蕾，加拿大女歌手、詞曲作家、舞者

## 逝世
- 1109年：阿方索六世，莱昂国王、卡斯蒂利亚国王（1040年出生）
- 1128年：宗泽，南宋抗金名将（1060年出生）
- 1224年：北條義時、鎌倉幕府第2代執權（1163年出生）
- 1277年：拜巴爾一世，埃及蘇丹（1223年 / 1228年出生）
- 1615年：母里友信，日本安土桃山時代至江戶時代武將（1556年出生）
- 1782年：查爾斯·沃森-文特沃斯，英國首相（1730年出生）
- 1796年：福康安，武英殿大学士、闽浙总督（1753年出生）
- 1824年：拉克倫·麥覺理，英國軍官，第5任新南威爾士州總督（1762年出生）
- 1860年：查爾斯·古德伊爾，美國商人，硫化橡膠發明者（1801年出生）
- 1869年：石谷穆清，日本幕末時代旗本（1801年出生）
- 1876年：巴枯宁，俄国无政府主义者（1814年出生）
- 1891年：米哈伊爾·科格爾尼恰努，羅馬尼亞政治人物、律師、歷史學家（1817年出生）
- 1896年：哈里特·伊莉莎白·比徹·斯托，美國作家、廢奴主義者，代表作品《湯姆叔叔的小屋》為美國南北戰爭的導火線之一（1811年出生）
- 1900年：豐原國周，日本浮世繪畫家（1835年出生）
- 1919年：約翰·卜內，英國實業家、政治人物（1842年出生）
- 1925年：埃里克·薩蒂，法國作曲家（1866年出生）
- 1934年：恩斯特·罗姆，納粹德國早期高層，衝鋒隊組織者（1887年出生）
- 1967年：陳小翠，中國女詩人、書畫家（1902年出生）
- 1971年：威廉·勞倫斯·布拉格，英國物理學家（1890年出生）
- 1973年：章士钊，中国教育家、政治家（1882年出生）
- 1974年：胡安·裴隆，阿根廷軍人、政治家，第29、40任阿根廷總統（1895年出生）
- 1976年：张闻天，中国共产党创始人之一（1900年出生）
- 1979年：黄鸣龙，中国有机化学家（1898年出生）
- 1981年：马塞尔·布劳耶，匈牙利裔美國建築師（1902年出生）
- 1991年：蔣孝武，中華民國前總統蔣經國之子（1945年出生）
- 2000年：雷·福斯特，紐西蘭動物學家（1922年出生）
- 2003年：歷蘇，非洲籍香港演員（1944年出生）
- 2004年：馬龍·白蘭度，美國電影演員（1924年出生）
- 2006年：橋本龍太郎，曾任日本首相、自民党总裁（1937年出生）
- 2007年：柳文揚，中國科幻作家（1970年出生）
- 2010年：王廷歆，香港企業家（1911年出生）
- 2015年：尼古拉斯·溫頓，英国人道主義者，在二戰時拯救兒童（1909年出生）
- 2021年：路易斯·安德里森，荷蘭作曲家、鋼琴家（1939年出生）
- 2022年：扎赫約·庫莫羅，印尼政治人物（1957年出生）
- 2024年：傑佛瑞·霍普金斯，美國西藏學與藏傳佛教學者（1940年出生）
- 2024年：伊斯梅尔·卡达莱，阿尔巴尼亚诗人及小说家（1936年出生）

## 法定出生日
- 中華民國：依民法第124條第二項前段規定，出生之月、日無從確定時，推定其為七月一日出生。

## 节假日和习俗
- 世界建筑日：1985年6月9日，國際建築師協會在美國三藩市召開了第63屆理事會。為了促進建築事業的共同進步和感謝那些為人類創造了生活空間的人們，此次會議通過決議，將每年的7月1日定為“世界建築日”。
- 中华人民共和国：中国共产党诞生纪念日
- 中華民國：公路節、漁民節
- 香港：香港特別行政區成立紀念日
- 加拿大：国庆日（加拿大日）
- ：独立日
- 卢旺达：独立日
- ：国庆日
- 巴基斯坦：兒童節
- 苏里南：荷蘭廢除奴隸制日
- 芬兰：阿罗的命名日
- 巴林、 墨西哥：工程師節
- 东德：人民警察日